# Barbazan-Debat
Pour les articles homonymes, voir Barbazan (homonymie) et Debat.
Barbazan-Debat est une commune française située dans le centre du département des Hautes-Pyrénées, en région Occitanie. Sur le plan historique et culturel, la commune est de l’ancien comté de Bigorre, comté historique des Pyrénées françaises et de Gascogne.
Exposée à un climat océanique altéré, elle est drainée par le canal d'Alaric, l'Ousse, le ruisseau de Layet et par divers autres petits cours d'eau. La commune possède un patrimoine naturel remarquable composé d'une zone naturelle d'intérêt écologique, faunistique et floristique.
Barbazan-Debat est une commune urbaine qui compte 3 495 habitants en 2022, après avoir connu une forte hausse de la population depuis 1962. Elle est dans l'agglomération de Tarbes et fait partie de l'aire d'attraction de Tarbes. Ses habitants sont appelés les Barbazannais ou  Barbazannaises.

## Géographie

### Localisation
La commune de Barbazan-Debat se trouve dans le département des Hautes-Pyrénées, en région Occitanie.
Elle se situe à 5 km à vol d'oiseau de Tarbes, préfecture du département, bureau centralisateur du canton du Moyen Adour dont dépend la commune depuis 2015 pour les élections départementales
La commune fait en outre partie du bassin de vie de Tarbes.
Les communes les plus proches sont : 
Allier (2,0 km), Soues (2,0 km), Salles-Adour (2,1 km), Angos (2,6 km), Horgues (2,6 km), Montignac (2,8 km), Momères (3,0 km), Bernac-Debat (3,2 km).
Sur le plan historique et culturel, Barbazan-Debat fait partie de l’ancien comté de Bigorre, comté historique des Pyrénées françaises et de Gascogne créé au IXe siècle puis rattaché au domaine royal en 1302, inclus ensuite au comté de Foix en 1425 puis une nouvelle fois rattaché au royaume de France en 1607. La commune est dans le pays de Tarbes et de la Haute Bigorre.
| Séméac       | Sarrouilles    | Laslades, Lansac, Lespouey |
| Soues        | Barbazan-Debat | Calavanté                  |
| Salles-Adour | Allier         | Angos                      |

### Paysages et relief

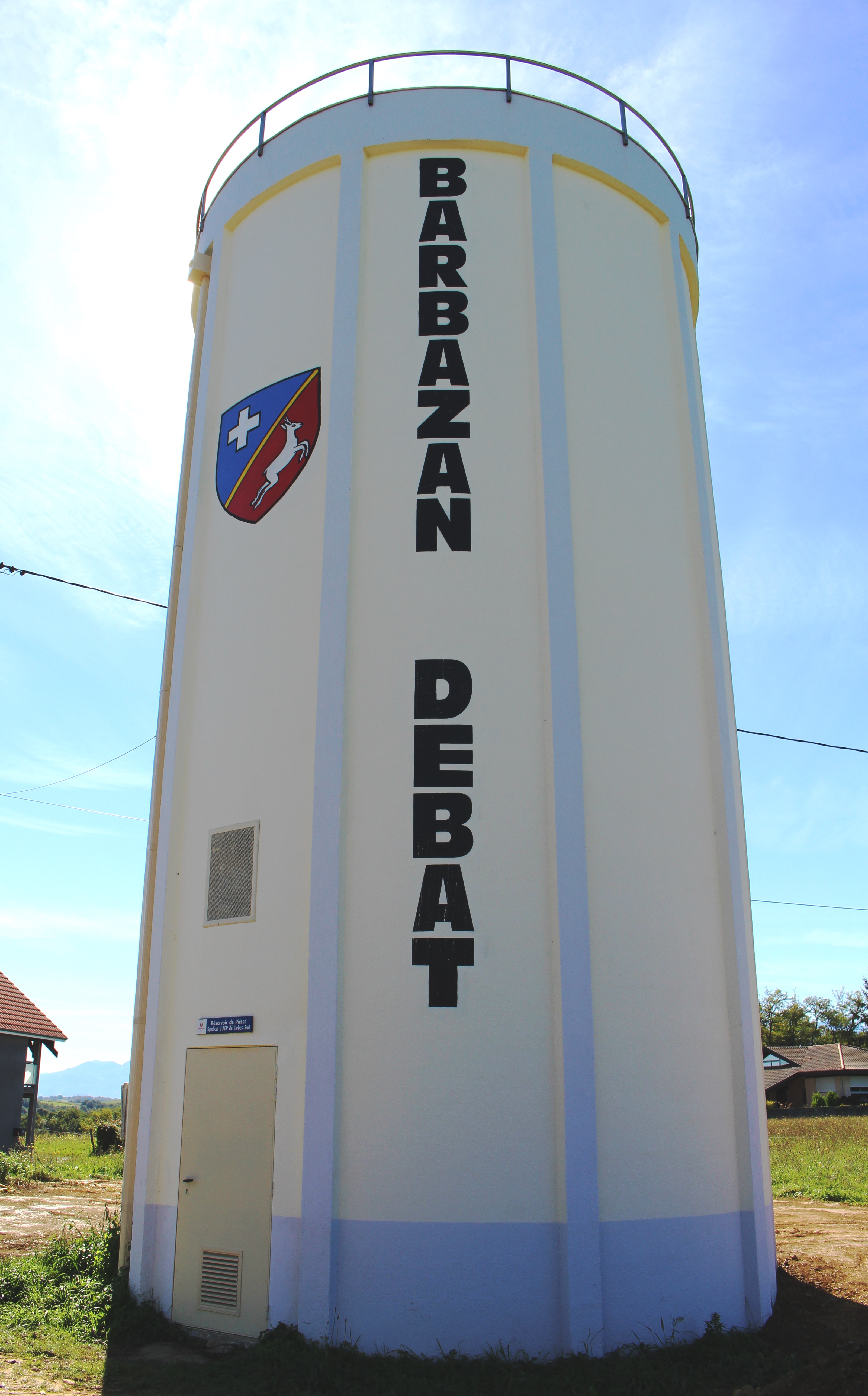
Le château d'eau en 2017.

### Hydrographie
La commune est dans le bassin de l'Adour, au sein du bassin hydrographique Adour-Garonne. Elle est drainée par le canal d'Alaric, l'Ousse, le ruisseau de Layet, L'Echéoux et par divers petits cours d'eau, constituant un réseau hydrographique de 14 km de longueur totale,.
Le canal d'Alaric, d'une longueur totale de 73,7 km, prend sa source dans la commune de Pouzac et s'écoule du sud vers le nord. Il traverse la commune et se jette dans l'Adour à Izotges, après avoir traversé 38 communes.
L'Ousse, d'une longueur totale de 42,4 km, prend sa source dans la commune de Bartrès et s'écoule du sud vers le nord. Il traverse la commune et se jette dans le gave de Pau à Gelos, après avoir traversé 19 communes.

### Climat
Le climat est tempéré de type océanique, en raison de l'influence proche de l'océan Atlantique situé à peu près 150 km plus à l'ouest. La proximité des Pyrénées fait que la commune profite d'un effet de foehn, il peut aussi y neiger en hiver, même si cela reste inhabituel.
| Mois                              | jan.  | fév.  | mars  | avril | mai   | juin  | jui.  | août  | sep.  | oct.  | nov.  | déc.  | année   |
| --------------------------------- | ----- | ----- | ----- | ----- | ----- | ----- | ----- | ----- | ----- | ----- | ----- | ----- | ------- |
| Température minimale moyenne (°C) | 0,6   | 1,3   | 2,7   | 5,2   | 8,3   | 11,6  | 14,1  | 13,9  | 11,7  | 8     | 3,6   | 1,3   | 6,9     |
| Température moyenne (°C)          | 5,3   | 6,1   | 7,8   | 10    | 13,3  | 16,7  | 19,3  | 19    | 17,2  | 13,3  | 8,5   | 5,8   | 11,9    |
| Température maximale moyenne (°C) | 9,9   | 11    | 12,9  | 14,8  | 18,3  | 21,7  | 24,5  | 24    | 22,6  | 18,6  | 13,4  | 10,4  | 16,8    |
| Ensoleillement (h)                | 108,8 | 118,8 | 155,6 | 157,2 | 181,3 | 191,5 | 215,5 | 196,4 | 194,5 | 164,4 | 124,4 | 104,4 | 1 912,8 |
| Précipitations (mm)               | 112,8 | 97,5  | 100,2 | 105,7 | 113,6 | 80,7  | 57,3  | 70,3  | 71    | 85,2  | 93    | 112,1 | 1 099,4 |

## Urbanisme

### Typologie
Au 1er janvier 2024, Barbazan-Debat est catégorisée ceinture urbaine, selon la nouvelle grille communale de densité à sept niveaux définie par l'Insee en 2022.
Elle appartient à l'unité urbaine de Tarbes, une agglomération intra-départementale regroupant 15  communes, dont elle est une commune de la banlieue,,. Par ailleurs la commune fait partie de l'aire d'attraction de Tarbes, dont elle est une commune de la couronne,. Cette aire, qui regroupe 153 communes, est catégorisée dans les aires de 50 000 à moins de 200 000 habitants,.

### Occupation des sols
L'occupation des sols de la commune, telle qu'elle ressort de la base de données européenne d’occupation biophysique des sols Corine Land Cover (CLC), est marquée par l'importance des forêts et milieux semi-naturels (45,8 % en 2018), en augmentation par rapport à 1990 (41,3 %). La répartition détaillée en 2018 est la suivante : 
forêts (45,8 %), zones agricoles hétérogènes (21 %), zones urbanisées (19,5 %), prairies (9,5 %), terres arables (3,2 %), zones industrielles ou commerciales et réseaux de communication (1,2 %).
L'IGN met par ailleurs à disposition un outil en ligne permettant de comparer l’évolution dans le temps de l’occupation des sols de la commune (ou de territoires à des échelles différentes). Plusieurs époques sont accessibles sous forme de cartes ou photos aériennes : la carte de Cassini (XVIIIe siècle), la carte d'état-major (1820-1866) et la période actuelle (1950 à aujourd'hui).

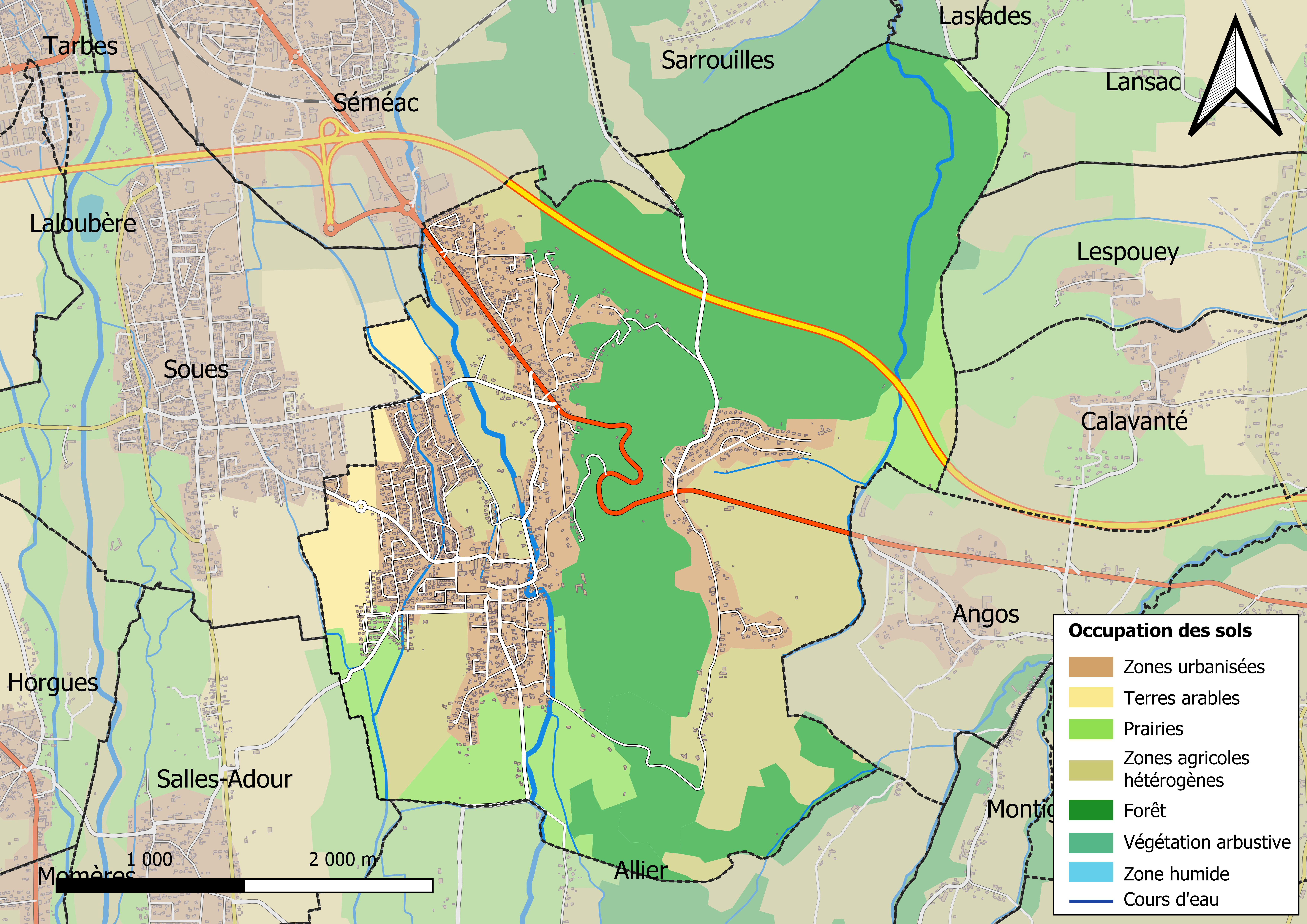
Carte des infrastructures et de l'occupation des sols en 2018 (CLC) de la commune.
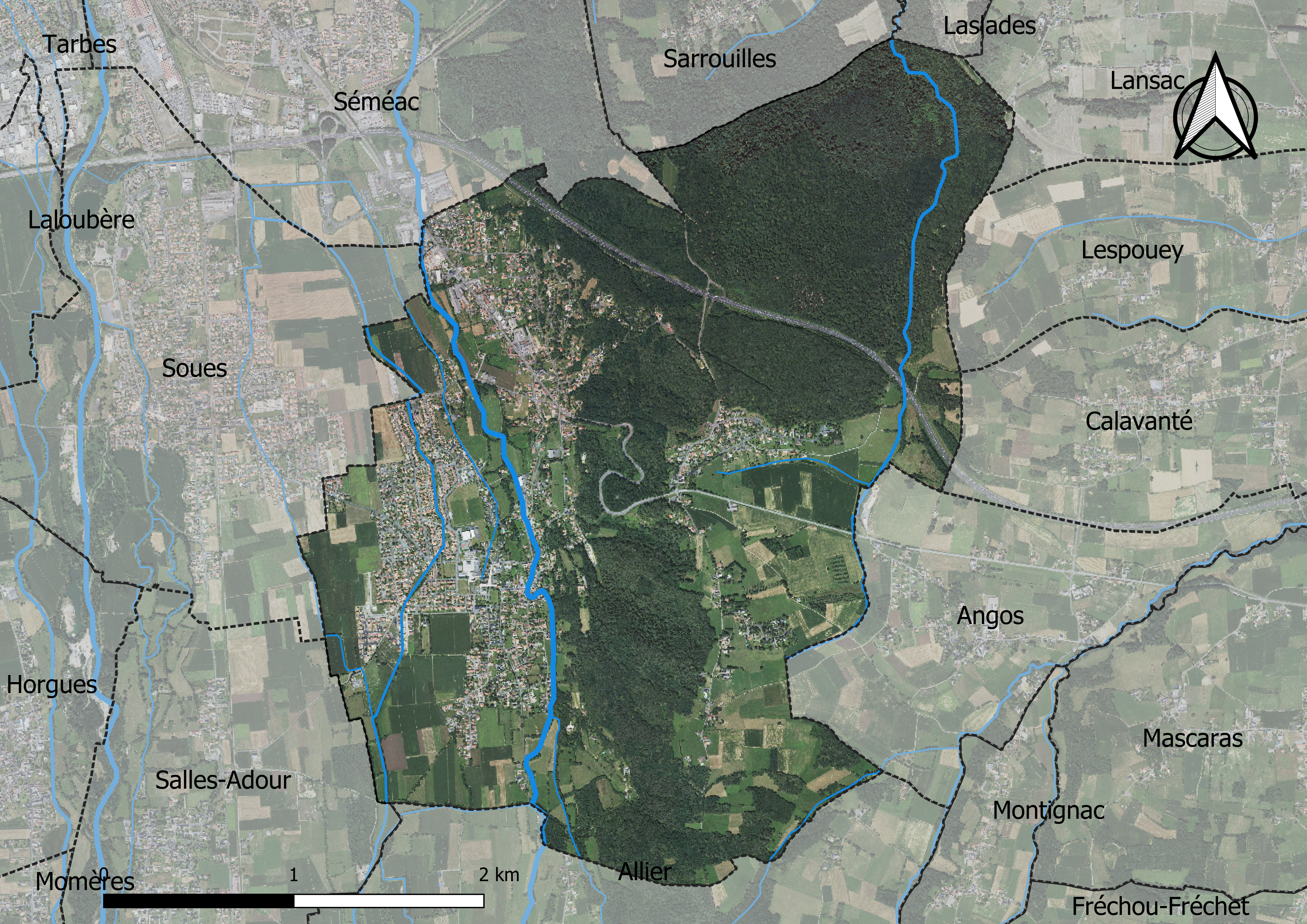
Carte orthophotogrammétrique de la commune.

### Logement
En 2012, le nombre total de logements dans la commune est de 1 523.
Parmi ces logements, 97.2 % sont des résidences principales, 1.0 % des résidences secondaires et 1.8 % des logements vacants.

### Voies de communication et transports
Cette commune est desservie par la route départementale D 817 et par les routes départementales D 92, D 119 et D 292 et D 305 et est traversée par l'autoroute A64.

### Risques majeurs
Le territoire de la commune de Barbazan-Debat est vulnérable à différents aléas naturels : météorologiques (tempête, orage, neige, grand froid, canicule ou sécheresse), inondations, mouvements de terrains et séisme (sismicité moyenne). Il est également exposé à un risque technologique,  le transport de matières dangereuses. Un site publié par le BRGM permet d'évaluer simplement et rapidement les risques d'un bien localisé soit par son adresse soit par le numéro de sa parcelle.

#### Risques naturels
Certaines parties du territoire communal sont susceptibles d’être affectées par le risque d’inondation par débordement de cours d'eau, notamment le canal d'Alaric et l'Ousse. La cartographie des zones inondables en ex-Midi-Pyrénées réalisée dans le cadre du XIe Contrat de plan État-région, visant à informer les citoyens et les décideurs sur le risque d’inondation, est accessible sur le site de la DREAL Occitanie. La commune a été reconnue en état de catastrophe naturelle au titre des dommages causés par les inondations et coulées de boue survenues en 1982, 1988, 1993, 1999, 2009 et 2018,.
Barbazan-Debat est exposée au risque de feu de forêt. Un plan départemental de protection des forêts contre les incendies a été approuvé par arrêté préfectoral le 21 avril 2020 pour la période 2020-2029. Le précédent couvrait la période 2007-2017. L’emploi du feu est régi par deux types de réglementations. D’abord le code forestier et l’arrêté préfectoral du 27 octobre 2014, qui réglementent l’emploi du feu à moins de 200 m des espaces naturels combustibles sur l’ensemble du département. Ensuite celle établie dans le cadre de la lutte contre la pollution de l’air, qui interdit le brûlage des déchets verts des particuliers. L’écobuage est quant à lui réglementé dans le cadre de commissions locales d’écobuage (CLE)

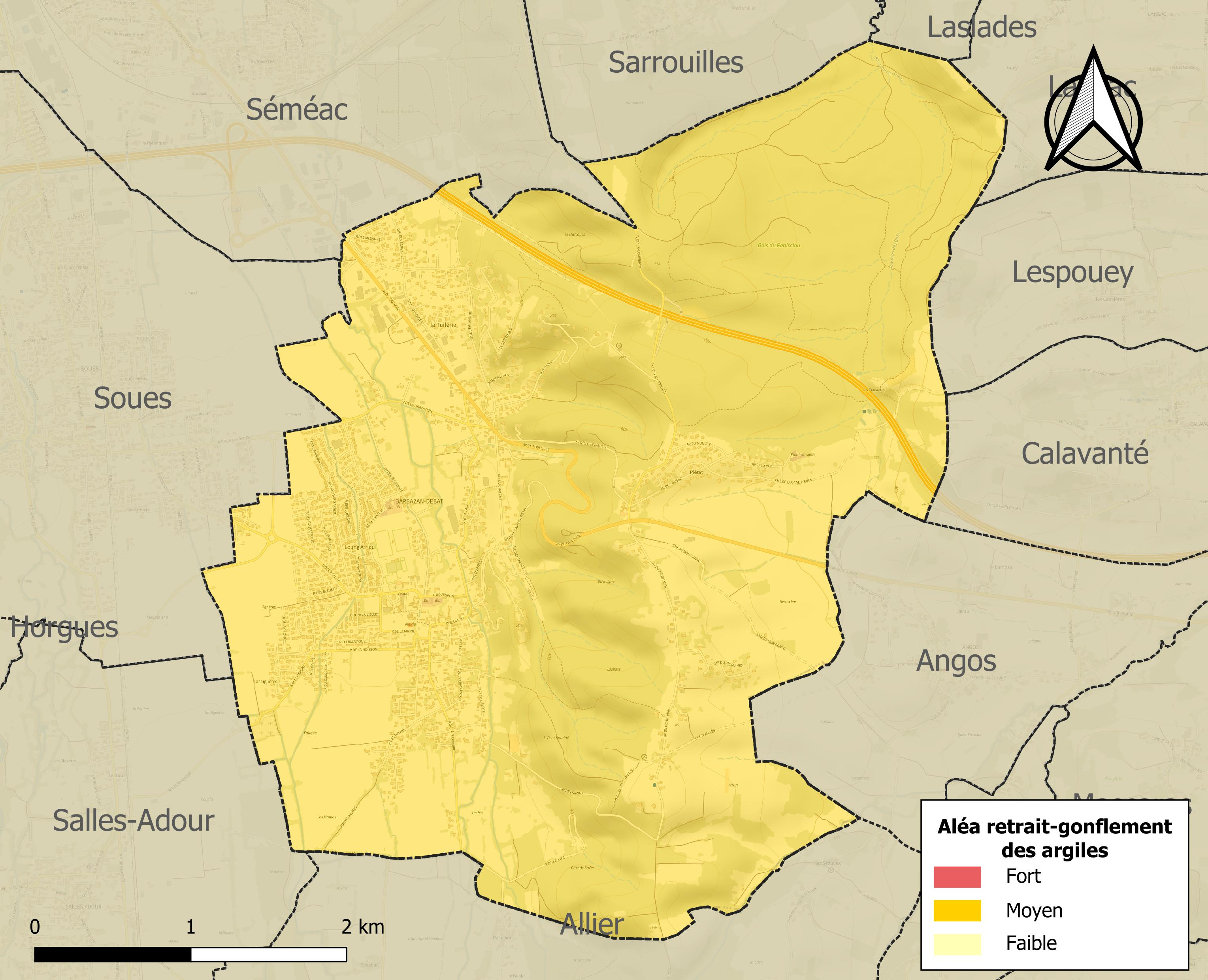
Carte des zones d'aléa retrait-gonflement des sols argileux de Barbazan-Debat.

Les mouvements de terrains susceptibles de se produire sur la commune sont des mouvements de sols liés à la présence d'argile et des tassements différentiels.
Le retrait-gonflement des sols argileux est susceptible d'engendrer des dommages importants aux bâtiments en cas d’alternance de périodes de sécheresse et de pluie. La totalité de la commune est en aléa moyen ou fort (44,5 % au niveau départemental et 48,5 % au niveau national). Sur les 1 463 bâtiments dénombrés sur la commune en 2019, 1 463 sont en aléa moyen ou fort, soit 100 %, à comparer aux 75 % au niveau départemental et 54 % au niveau national. Une cartographie de l'exposition du territoire national au retrait gonflement des sols argileux est disponible sur le site du BRGM,.
Par ailleurs, afin de mieux appréhender le risque d’affaissement de terrain, l'inventaire national des cavités souterraines permet de localiser celles situées sur la commune.
Concernant les mouvements de terrains, la commune a été reconnue en état de catastrophe naturelle au titre des dommages causés par la sécheresse en 2003 et par des mouvements de terrain en 1999.

#### Risque technologique
Le risque de transport de matières dangereuses sur la commune est lié à sa traversée par une route à fort trafic et une canalisation de transport d'hydrocarbures. Un accident se produisant sur de telles infrastructures est susceptible d’avoir des effets graves sur les biens, les personnes ou l'environnement, selon la nature du matériau transporté. Des dispositions d’urbanisme peuvent être préconisées en conséquence.

## Toponymie

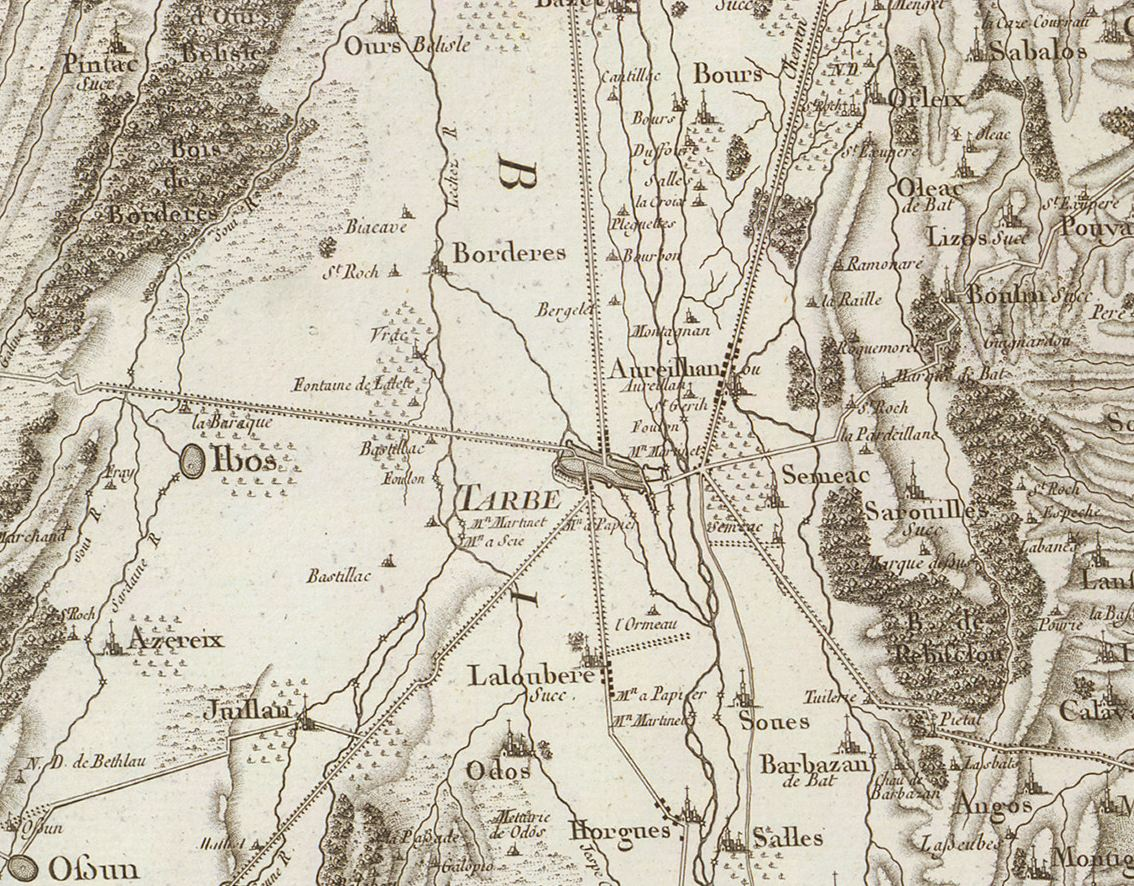
Extrait de la carte de Cassini (entre 1756 et 1789) situant Barbazan-Debat au sud est de Tarbes

On trouvera les principales informations dans le Dictionnaire toponymique des communes des Hautes-Pyrénées de Michel Grosclaude et Jean-François Le Nail qui rapporte les dénominations historiques du village :
Dénominations historiques :
- Arnaldus de Barbaza de Debat, (v. 1140, livre vert de  Bénac) ;
- Barbazaa Deius, (1285, montre Bigorre) ;
- Barbazanum de Infra, latin (1313, Debita regi Navarre) ;
- De Barbazano Inferiori, latin (1313, ibid. ; 1342, pouillé de Tarbes) ;
- de Barbasano Inferiore, latin (1379, procuration Tarbes) ;
- Barbasan Debad, (1406, livre vert Bénac) ;
- Barbasan Debat, (1429, censier de Bigorre) ;
- Barbazan de Bat, (fin XVIIIe siècle, carte de Cassini).

Étymologie : Barbazan : nom de domaine antique, du nom d'homme latin Barbatius et suffixe anum : propriété de Barbatius. Debat : du gascon devath, situé au nord, par rapport à Barbazan-Dessus.
Nom occitan : Barbasan Devath.

## Histoire

### Cadastre napoléonien de Barbazan-Debat
Le plan cadastral napoléonien de Barbazan-Debat est consultable sur le site des archives départementales des Hautes-Pyrénées.

## Politique et administration

### Liste des maires

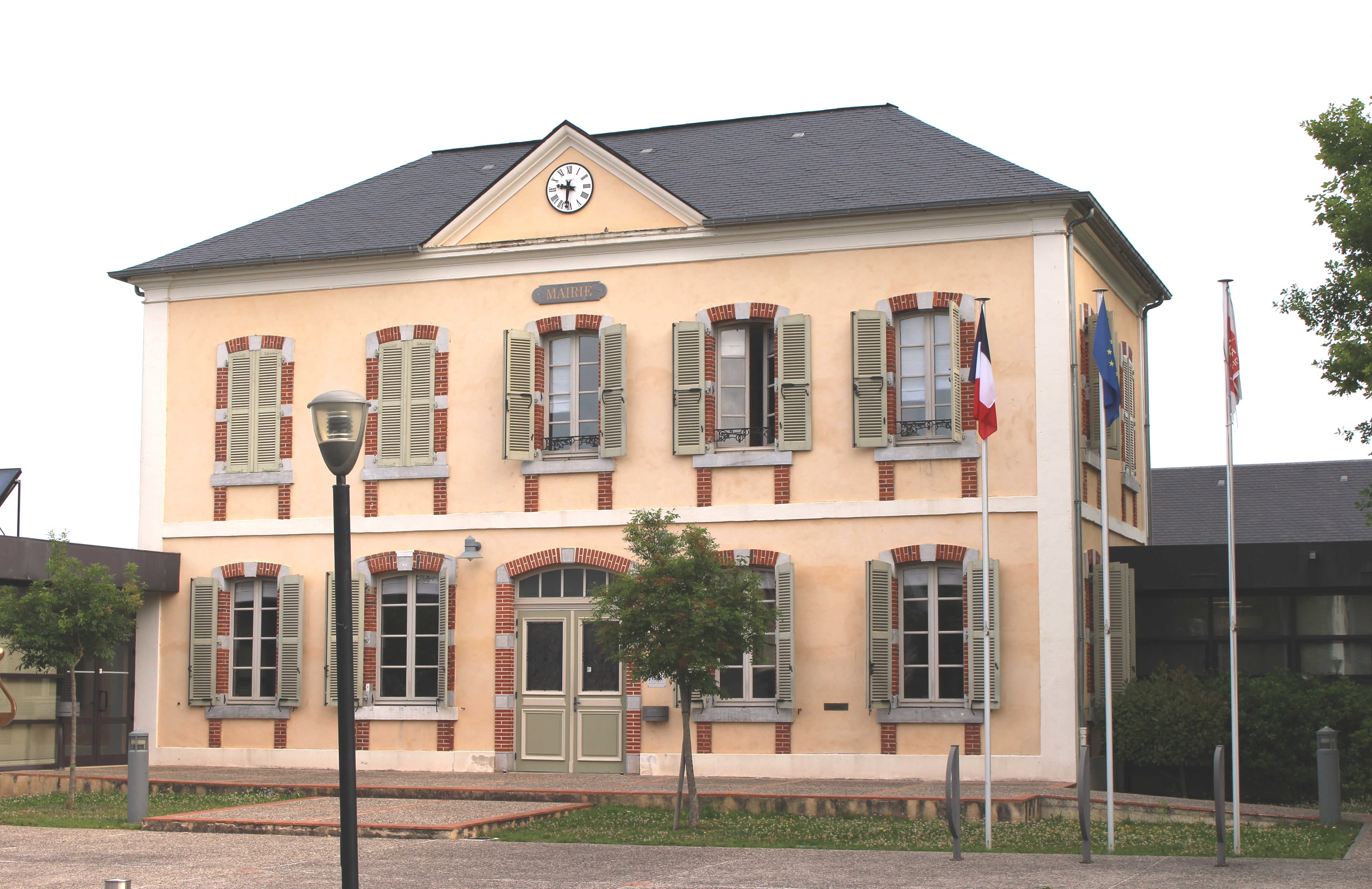
La mairie en 2017.

| Période                                  | Période                   | Identité               | Étiquette | Qualité  |
| ---------------------------------------- | ------------------------- | ---------------------- | --------- | -------- |
| Les données manquantes sont à compléter. |                           |                        |           |          |
| 1945                                     | 1961                      | Jean Lansac            |           |          |
| 1961                                     | 1995                      | Pierre Bory            |           |          |
| mars 1995                                | mars 2008                 | Gilles Mondon          | PRG       |          |
| mars 2008                                | En cours (au 28 mai 2020) | Jean-Christian Pédeboy | PRG       | Retraité |

### Rattachements administratifs et électoraux

#### Historique administratif
Pays et sénéchaussée de Bigorre, quarteron de Tarbes, baronnie de Barbazan-Debat, canton de Tarbes puis de Bernac-Debat (1790), Tarbes-Sud (1801), de Séméac (1973).

#### Intercommunalité
Barbazan-Debat appartient à la Communauté d'agglomération Tarbes-Lourdes-Pyrénées créée en janvier 2017 et qui réunit 86 communes.

### Services publics
La commune de Barbazan-Debat dispose d'une agence postale.

Sélection de vues des équipements municipaux
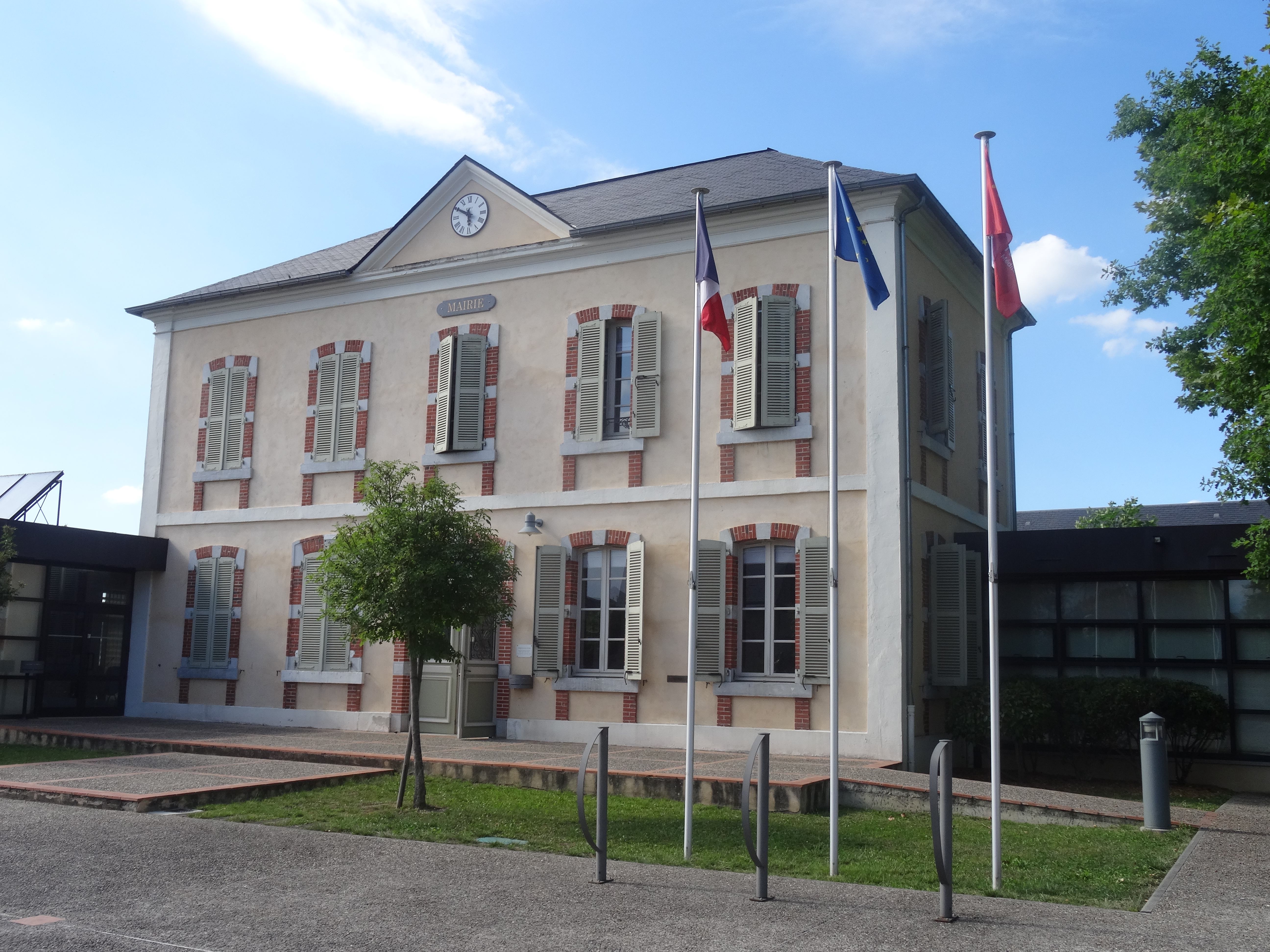
La mairie.
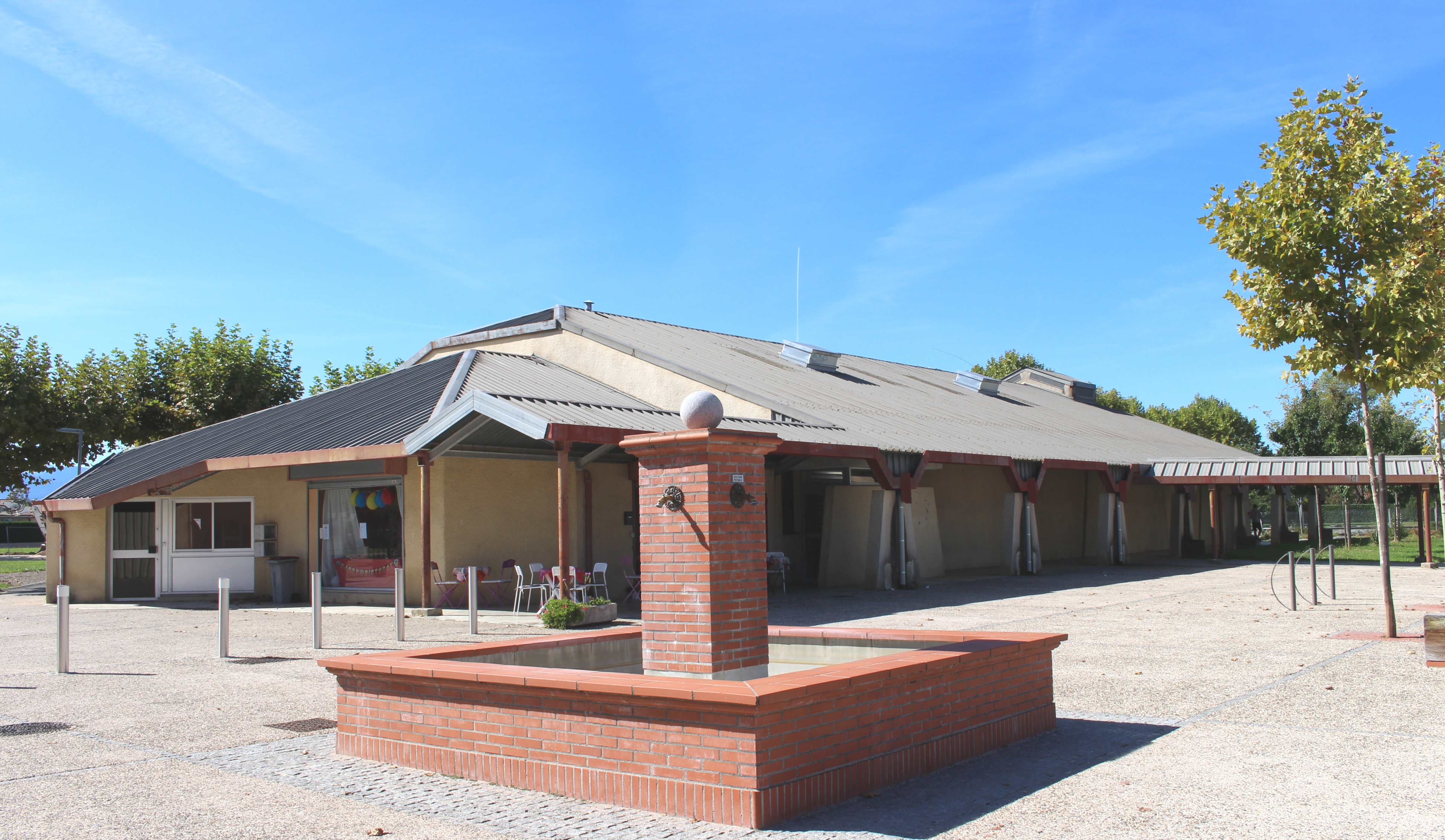
Le foyer rural.
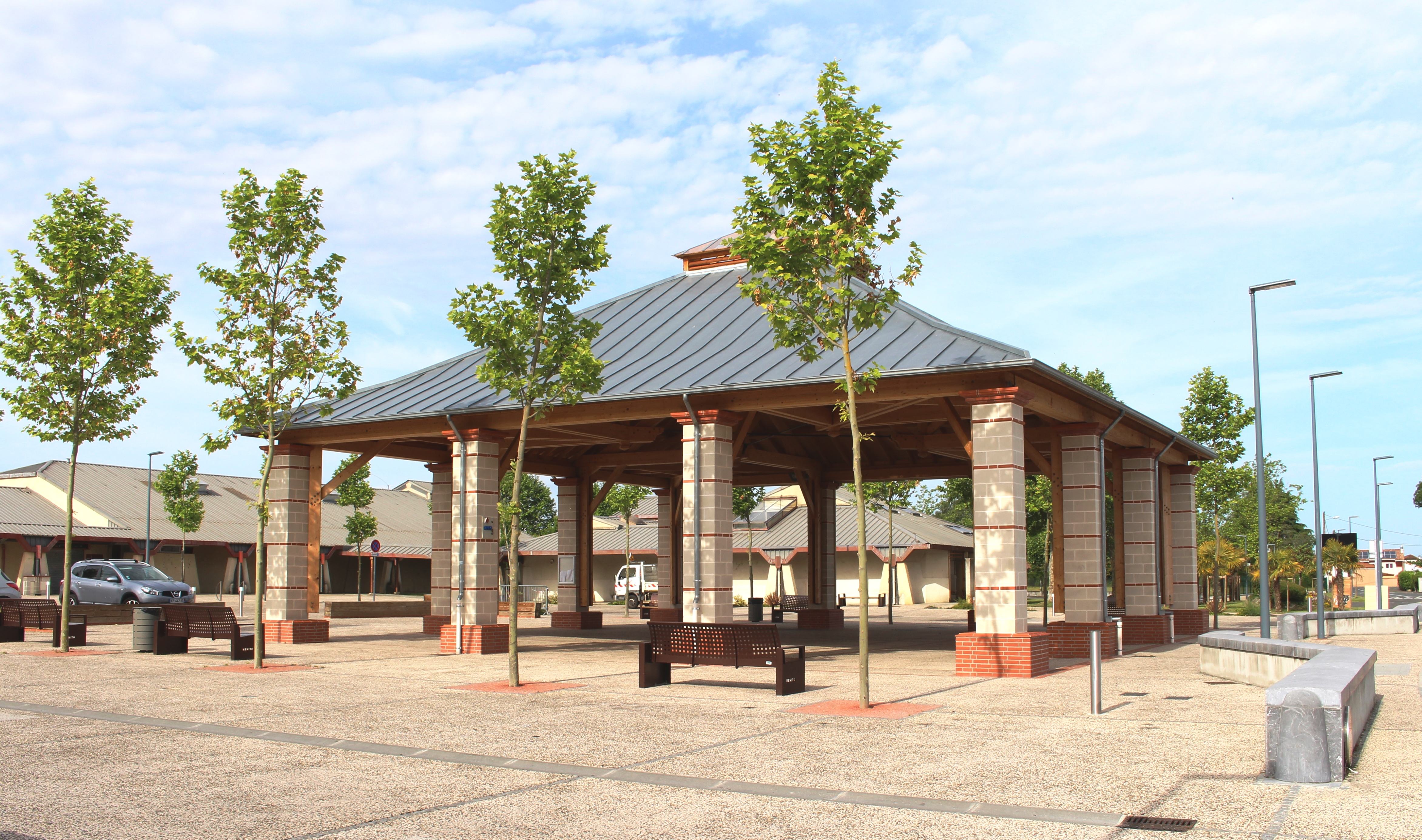
La halle en 2017.
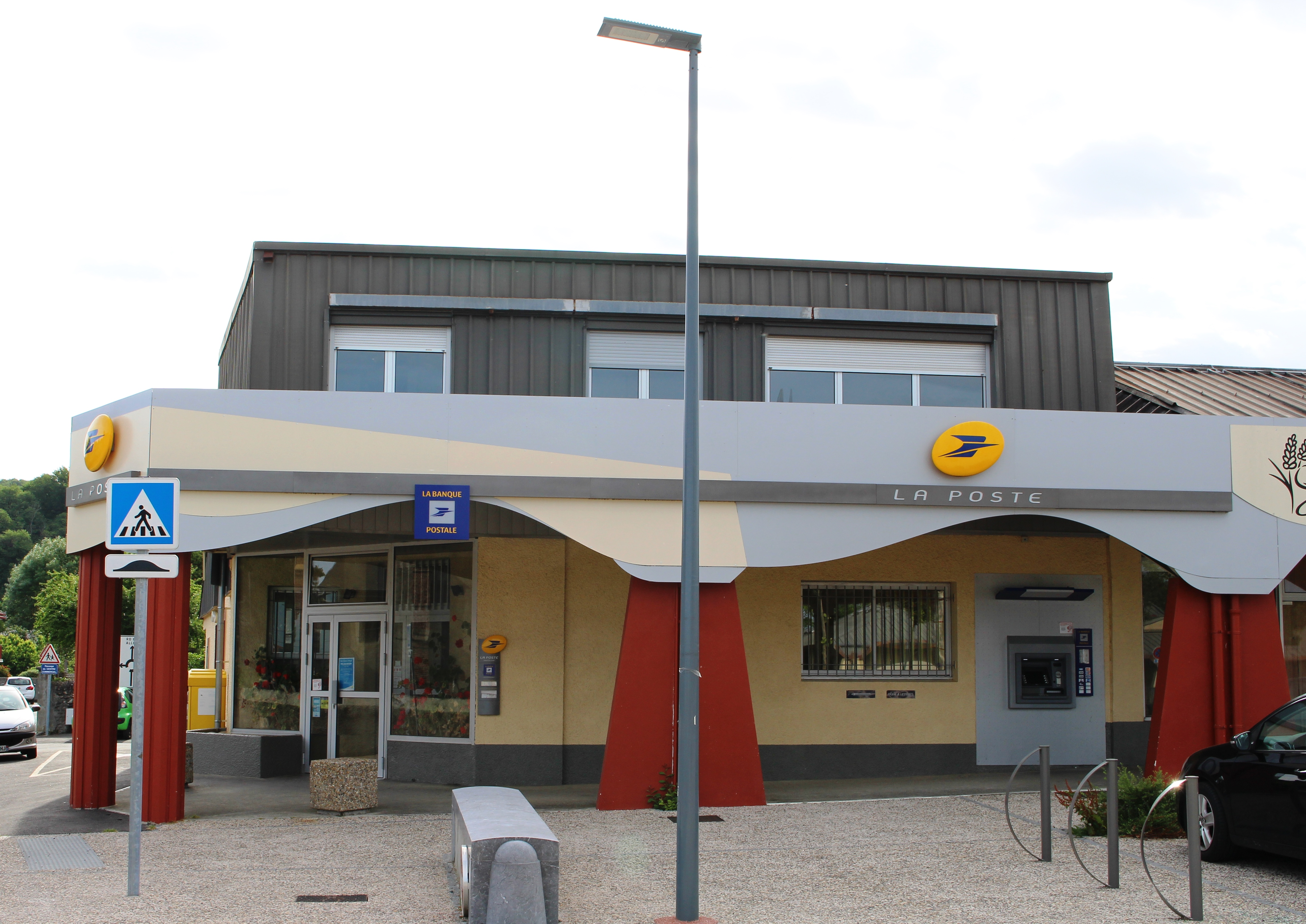
La Poste.
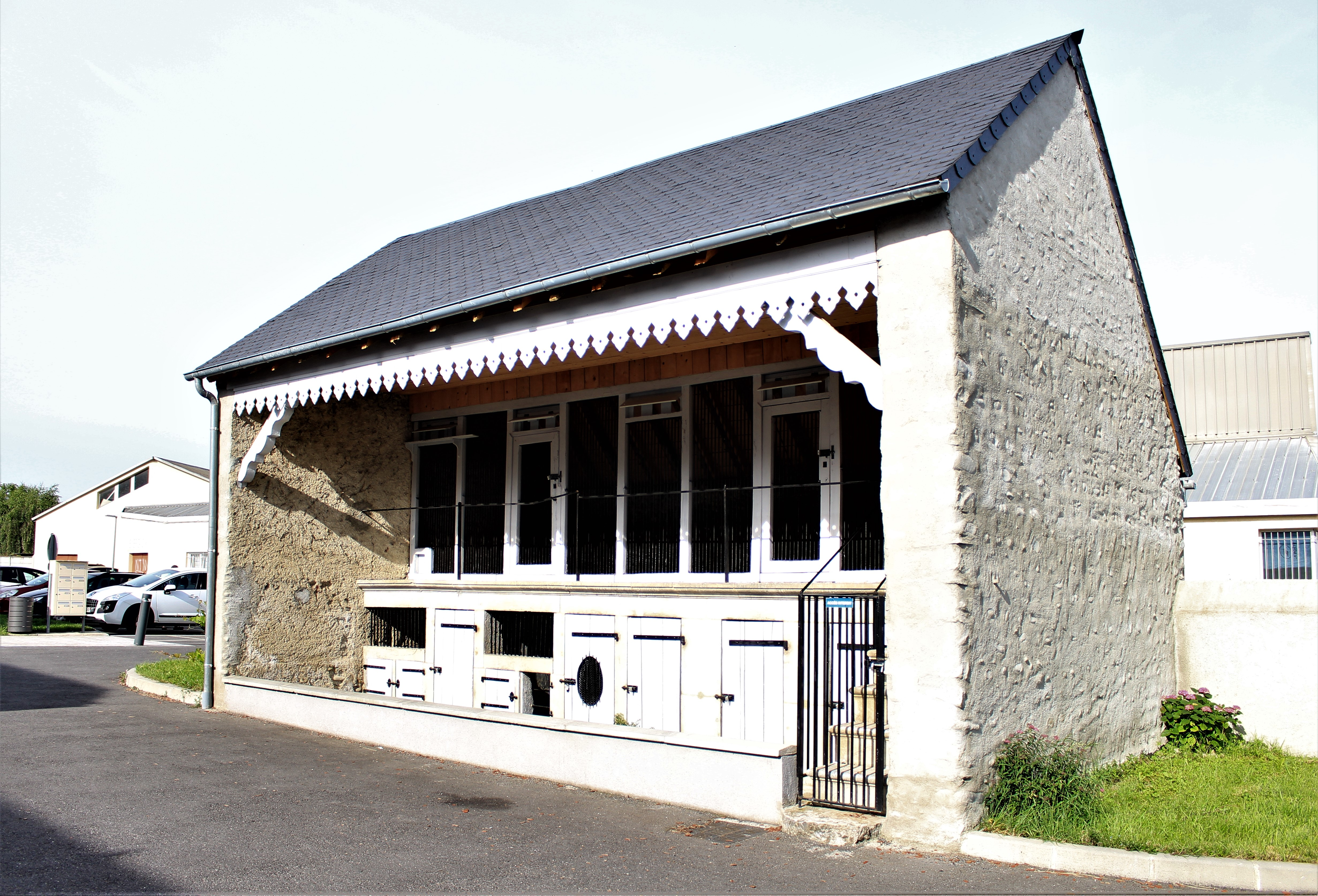
Le Pigeonnier.

## Population et société

### Démographie

#### Évolution démographique
| 1793 | 1800 | 1806 | 1821 | 1831 | 1836 | 1841 | 1846 | 1851 |
| ---- | ---- | ---- | ---- | ---- | ---- | ---- | ---- | ---- |
| 526  | 575  | 713  | 742  | 779  | 814  | 843  | 863  | 802  |

| 1856 | 1861 | 1866 | 1876 | 1881 | 1886 | 1891 | 1896 | 1901 |
| ---- | ---- | ---- | ---- | ---- | ---- | ---- | ---- | ---- |
| 782  | 687  | 677  | 641  | 674  | 604  | 610  | 578  | 544  |

| 1906 | 1911 | 1921 | 1926 | 1931 | 1936 | 1946 | 1954 | 1962 |
| ---- | ---- | ---- | ---- | ---- | ---- | ---- | ---- | ---- |
| 524  | 533  | 504  | 598  | 560  | 557  | 545  | 551  | 524  |

| 1968 | 1975  | 1982  | 1990  | 1999  | 2004  | 2006  | 2009  | 2014  |
| ---- | ----- | ----- | ----- | ----- | ----- | ----- | ----- | ----- |
| 744  | 1 365 | 3 204 | 3 536 | 3 504 | 3 414 | 3 330 | 3 483 | 3 427 |

| 2019  | 2022  | - | - | - | - | - | - | - |
| ----- | ----- | - | - | - | - | - | - | - |
| 3 498 | 3 495 | - | - | - | - | - | - | - |

### Enseignement
La commune dépend de l'académie de Toulouse. Elle dispose d’une école en 2019.
- École maternelle : Jacques-Prévert et Marcel-Pagnol
- École élémentaire : Arthur-Rimbaud et Paul-Verlaine

Sélection de vues des établissements scolaires en 2017
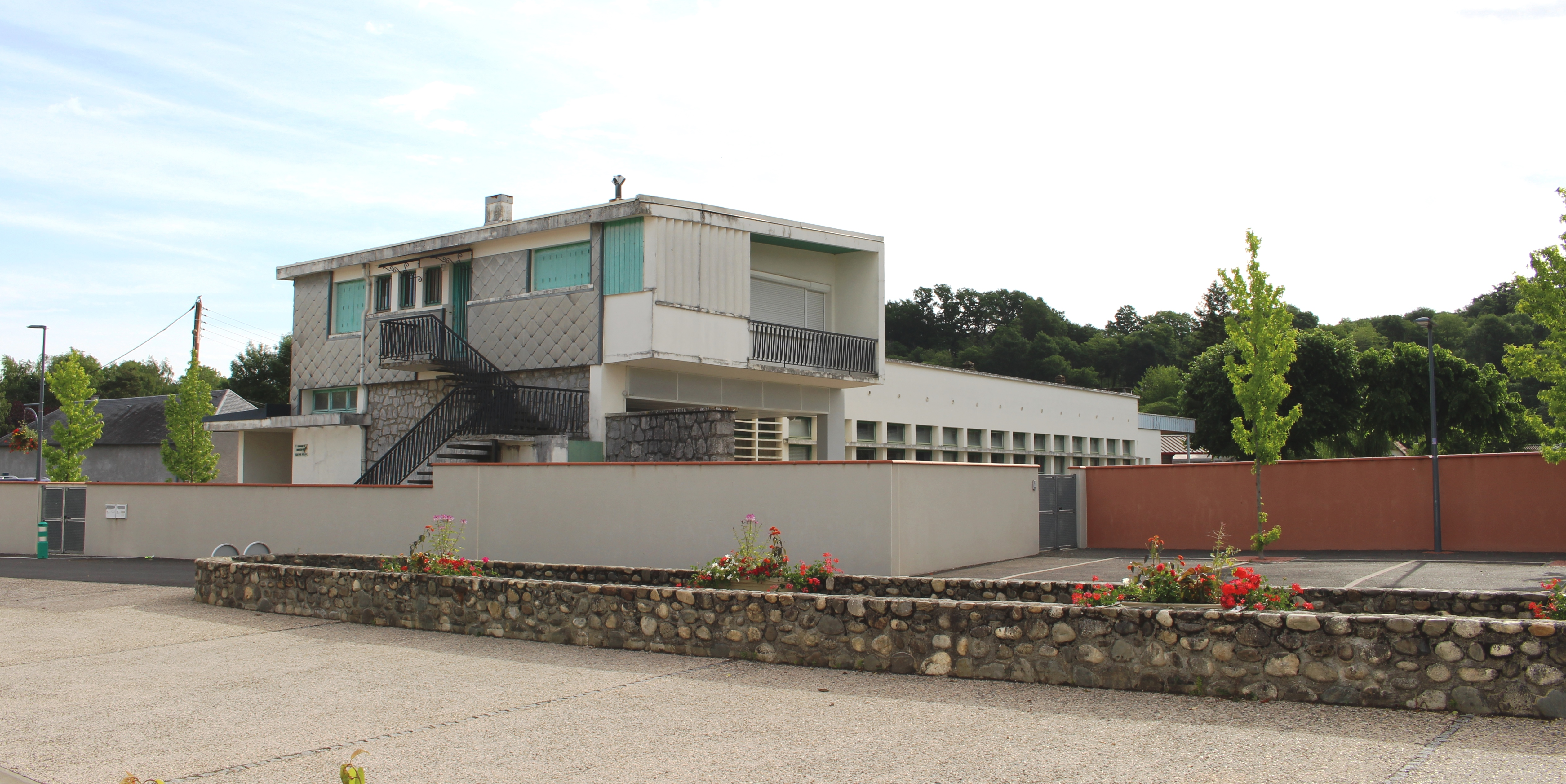
L'école Paul-Verlaine.
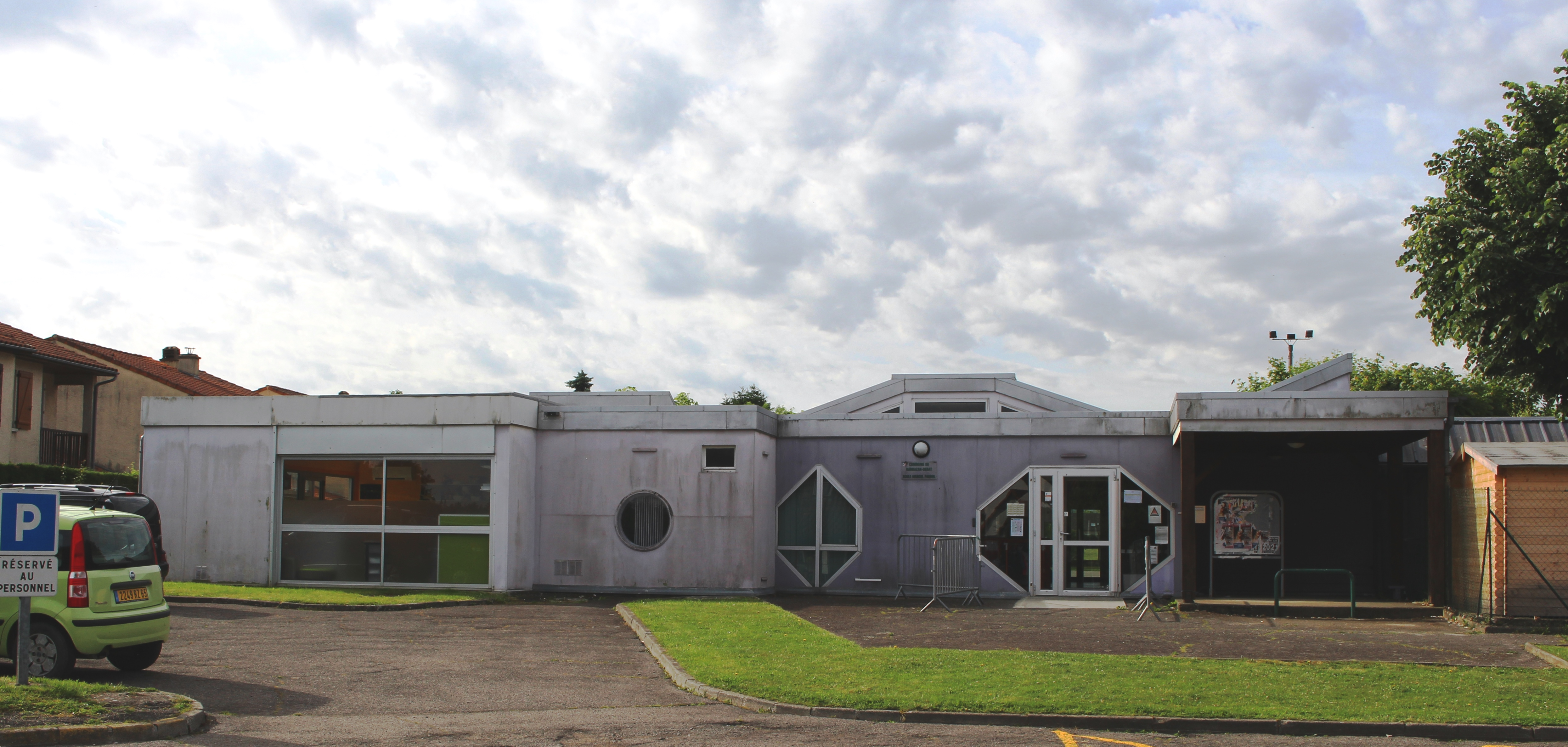
L'école Marcel-Pagnol.
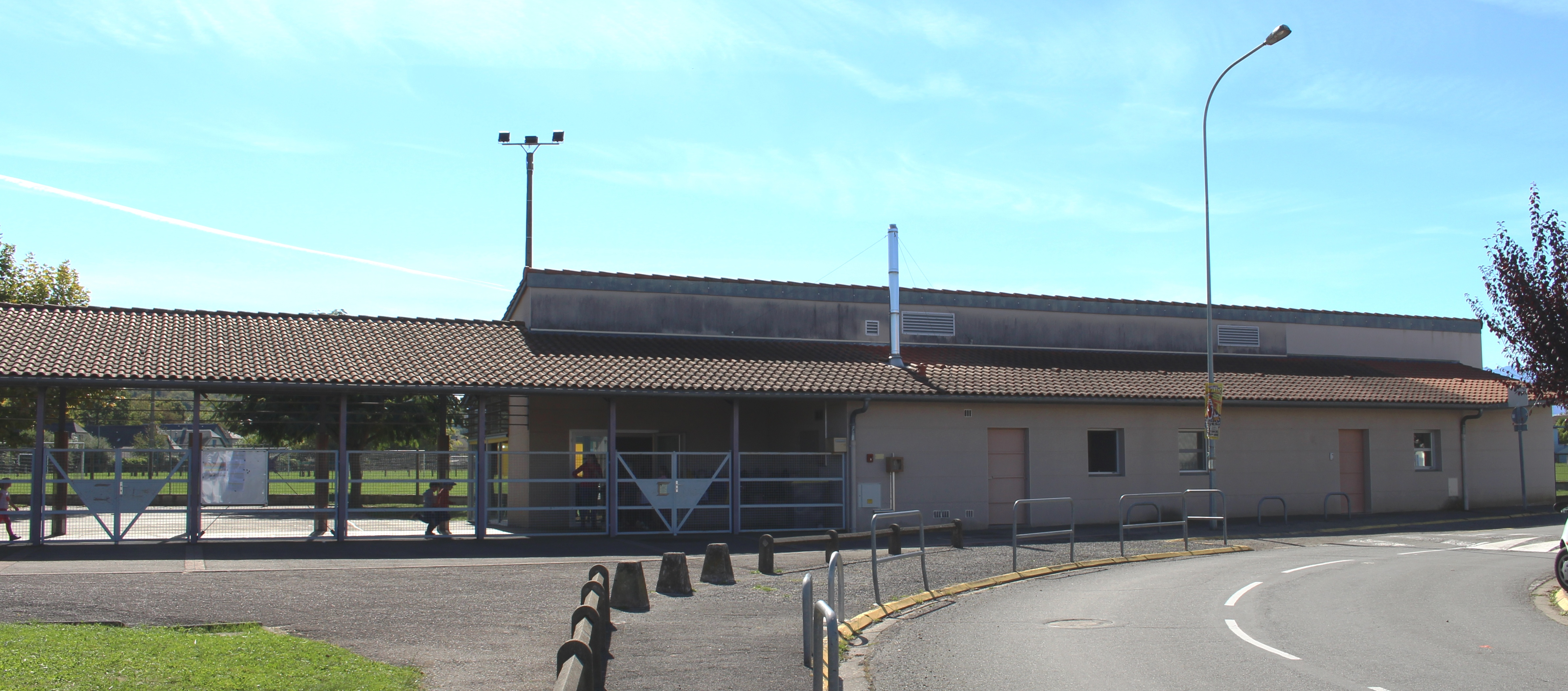
L'école Arthur-Rimbaud.
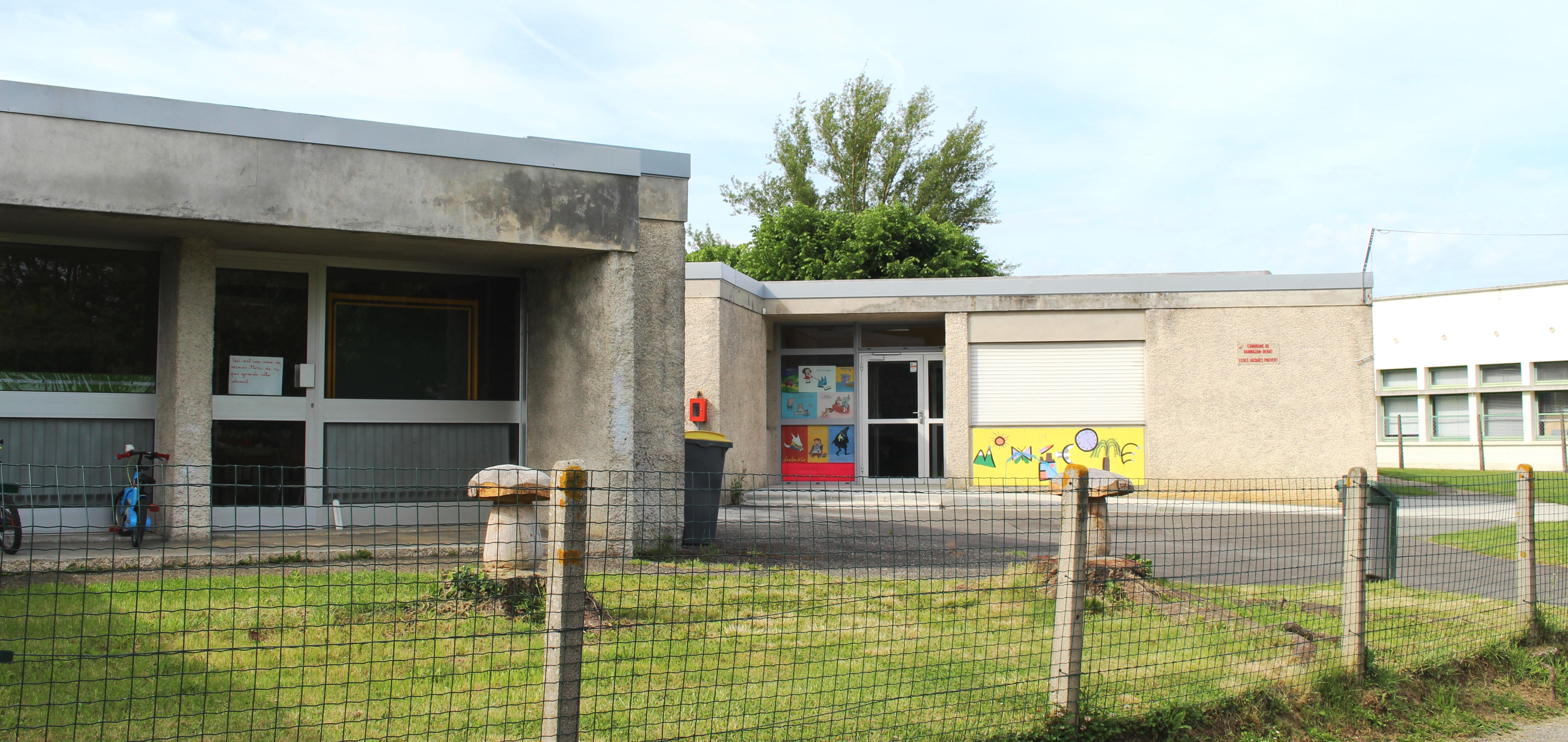
L'école Jacques-Prévert.

### Manifestations culturelles et festivités
- Fête : dernier week-end de mai.

### Sports

Sélection de vues des équipements sportifs
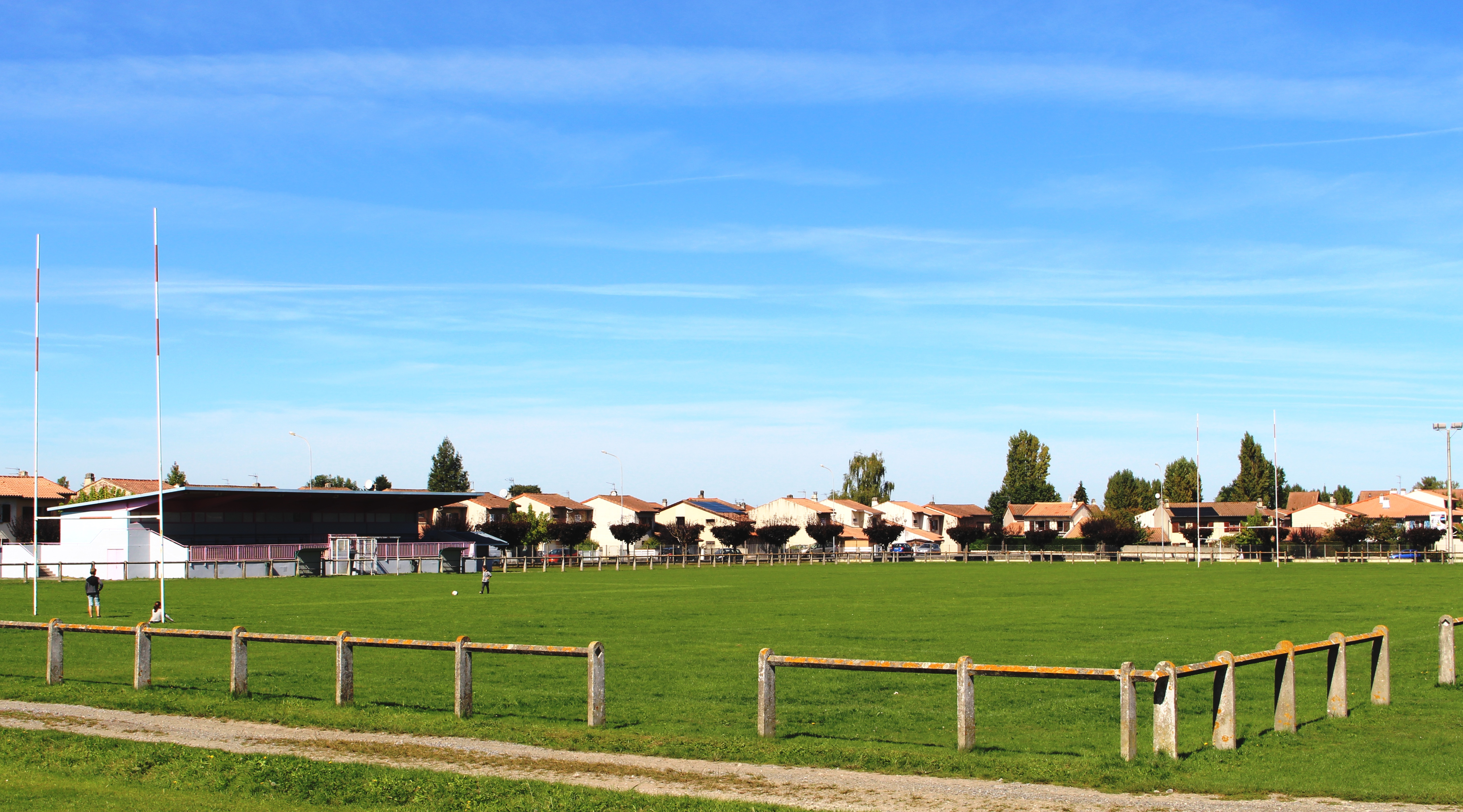
Le stade de rugby.
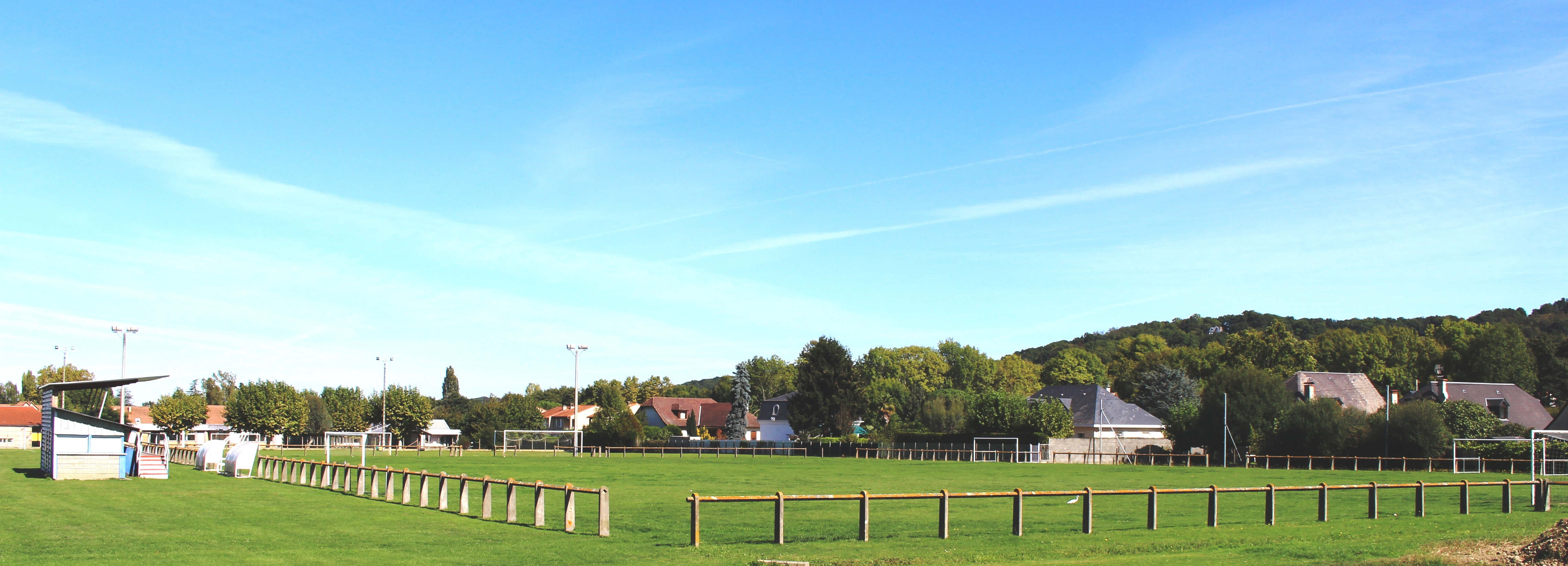
Le stade de football.
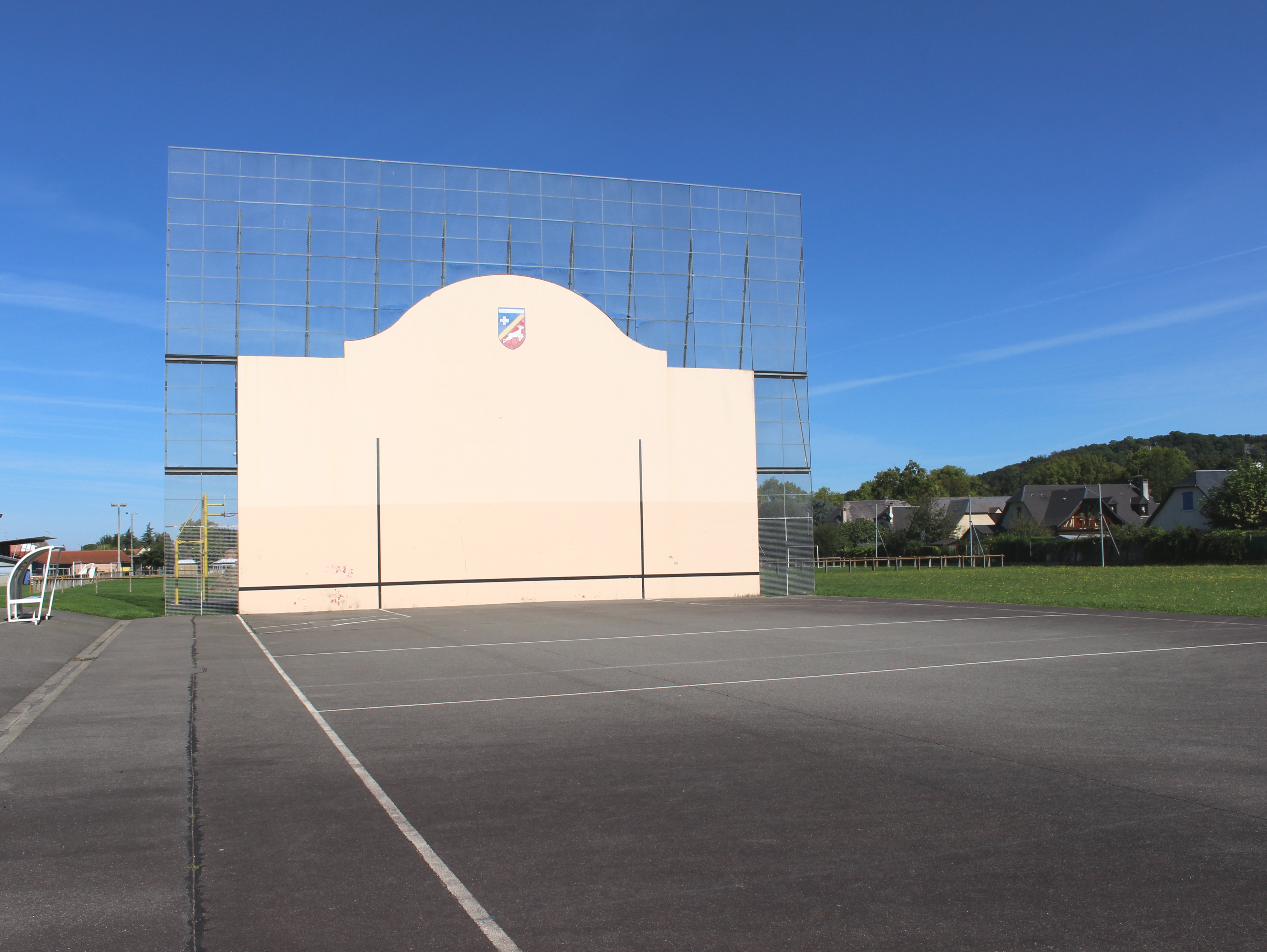
Le fronton.
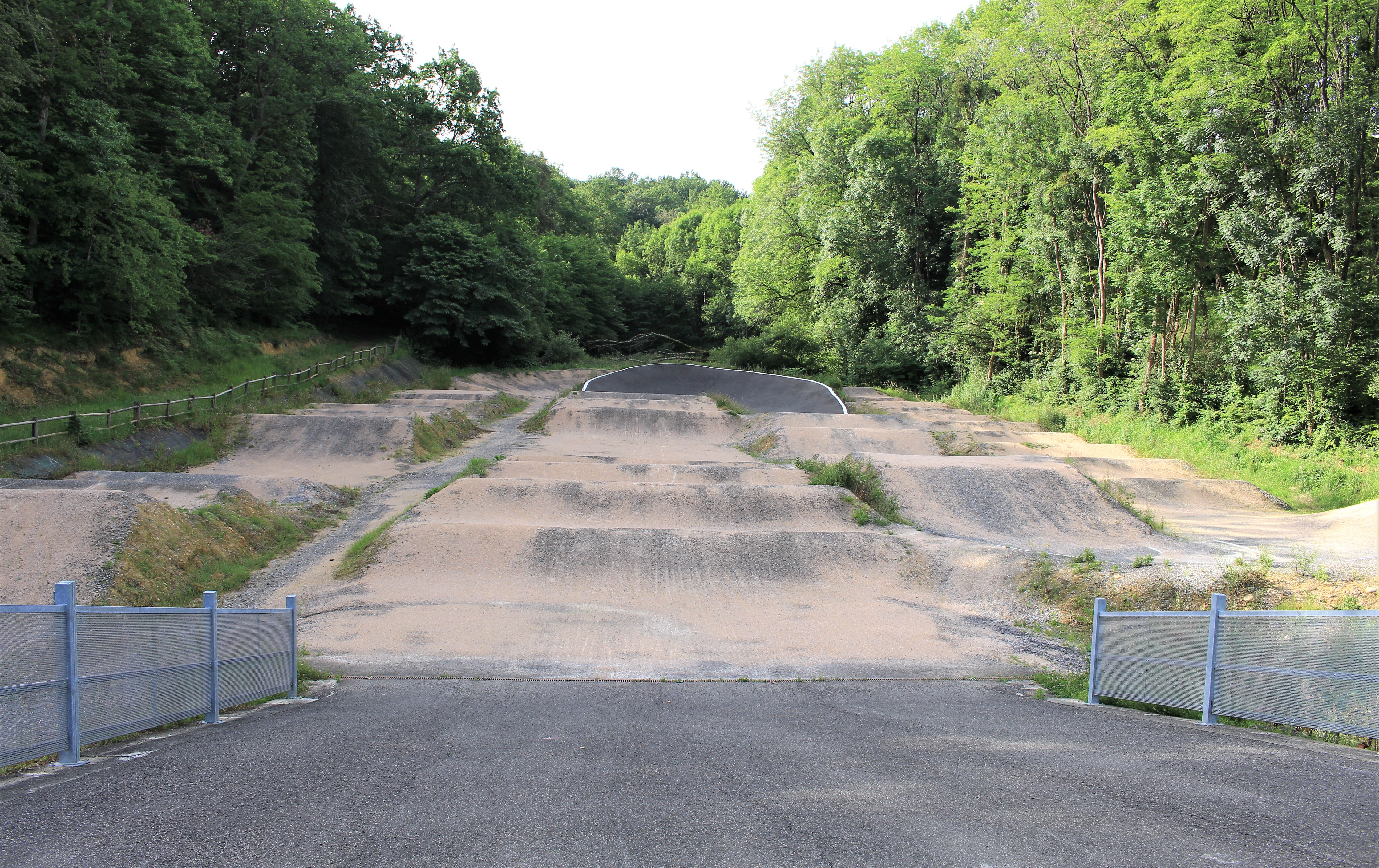
La piste de BMX.
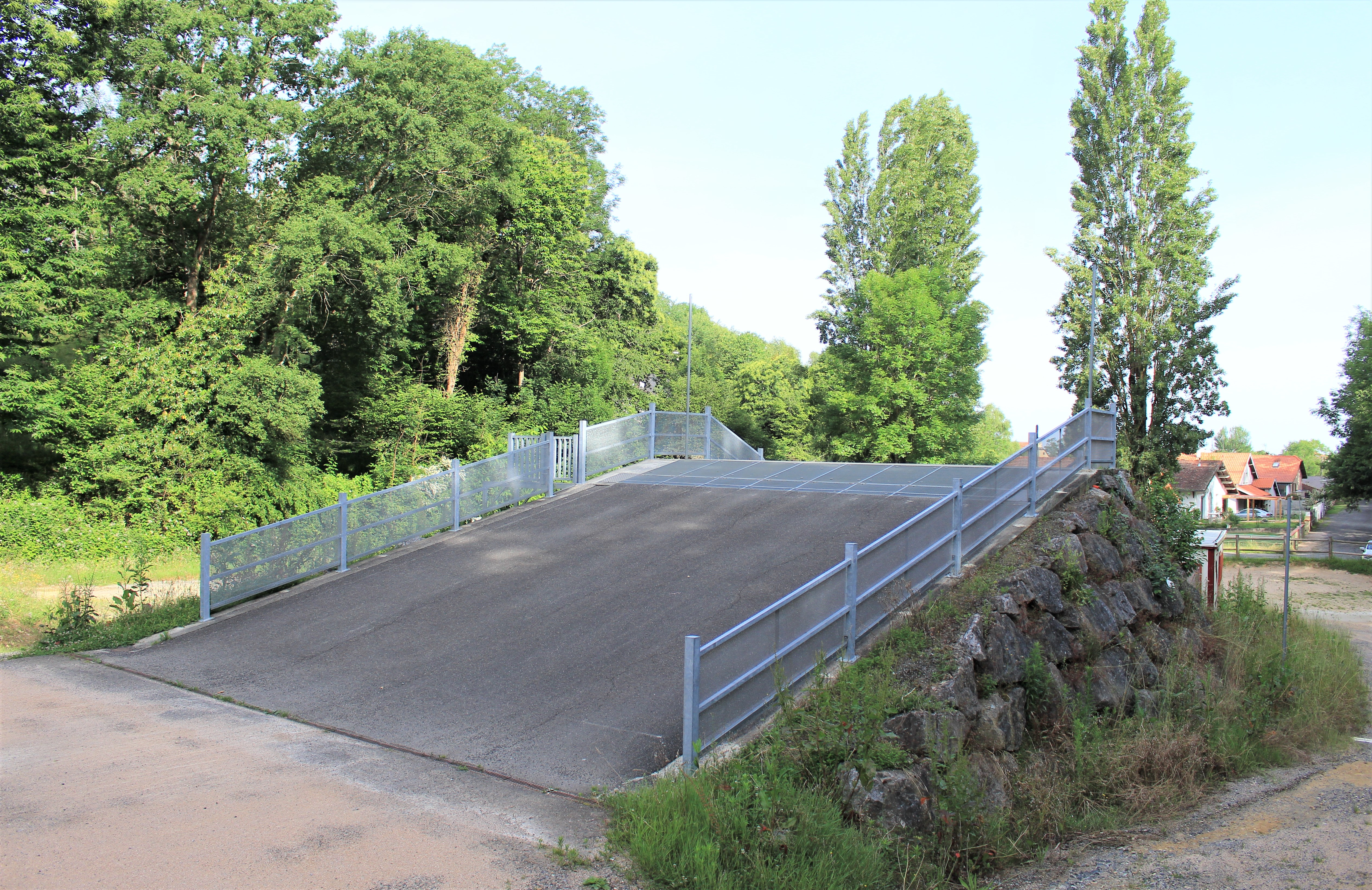
Départ de la piste de BMX.
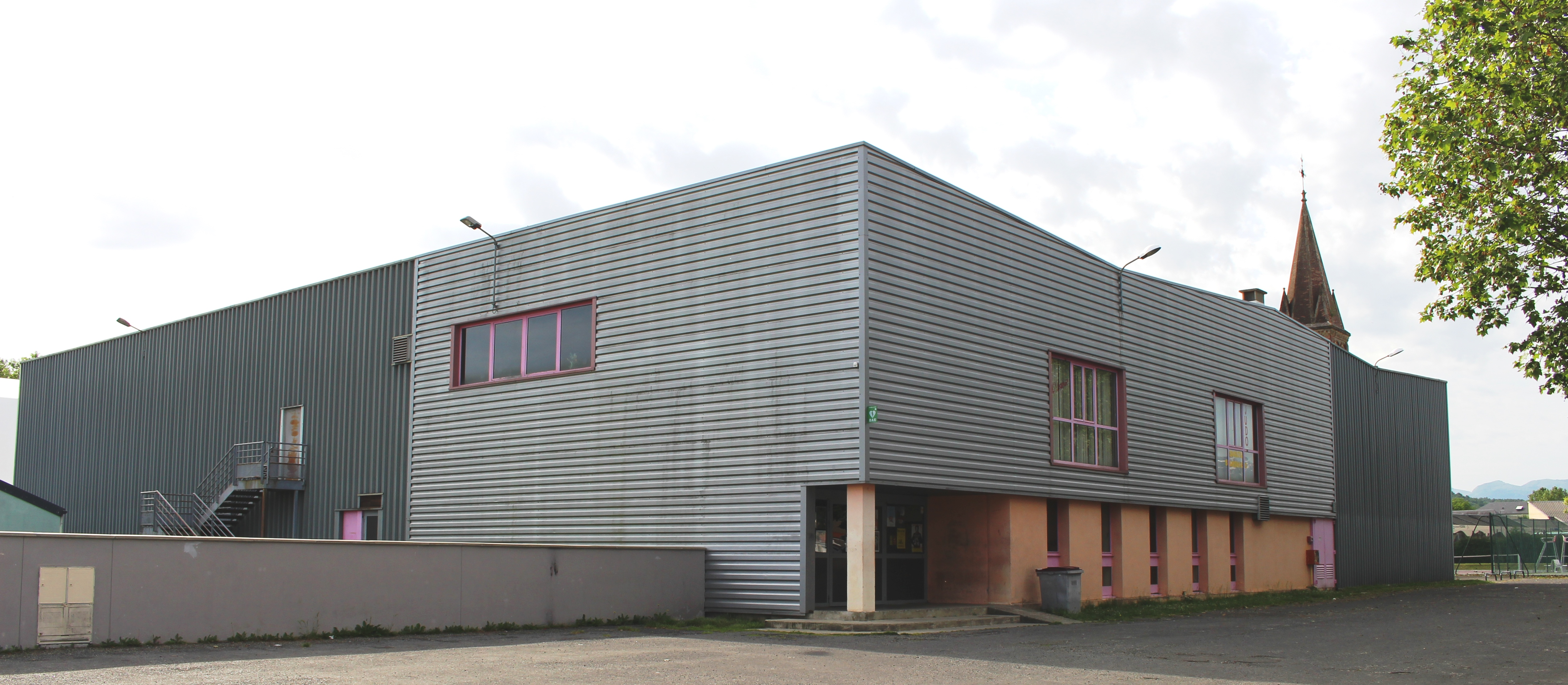
Le gymnase.

## Économie

### Revenus
En 2018, la commune compte 1 493 ménages fiscaux, regroupant 3 400 personnes. La médiane du revenu disponible par unité de consommation est de 22 220 € (20 420 € dans le département). 55 % des ménages fiscaux sont imposés (44,4 % dans le département).

### Emploi
|                | 2008  | 2013  | 2018  |
| -------------- | ----- | ----- | ----- |
| Commune        | 7,2 % | 8,3 % | 9,4 % |
| Département    | 7,7 % | 9,4 % | 9,8 % |
| France entière | 8,3 % | 10 %  | 10 %  |

En 2018, la population âgée de 15 à 64 ans s'élève à 1 960 personnes, parmi lesquelles on compte 76,6 % d'actifs (67,1 % ayant un emploi et 9,4 % de chômeurs) et 23,4 % d'inactifs,. Depuis 2008, le taux de chômage communal (au sens du recensement) des 15-64 ans est inférieur à celui de la France et du département.
La commune fait partie de la couronne de l'aire d'attraction de Tarbes, du fait qu'au moins 15 % des actifs travaillent dans le pôle,. Elle compte 502 emplois en 2018, contre 519 en 2013 et 564 en 2008. Le nombre d'actifs ayant un emploi résidant dans la commune est de 1 345, soit un indicateur de concentration d'emploi de 37,3 % et un taux d'activité parmi les 15 ans ou plus de 52,5 %.
Sur ces 1 345 actifs de 15 ans ou plus ayant un emploi, 143 travaillent dans la commune, soit 11 % des habitants. Pour se rendre au travail, 92,7 % des habitants utilisent un véhicule personnel ou de fonction à quatre roues, 1 % les transports en commun, 4,4 % s'y rendent en deux-roues, à vélo ou à pied et 1,8 % n'ont pas besoin de transport (travail au domicile).

## Culture locale et patrimoine

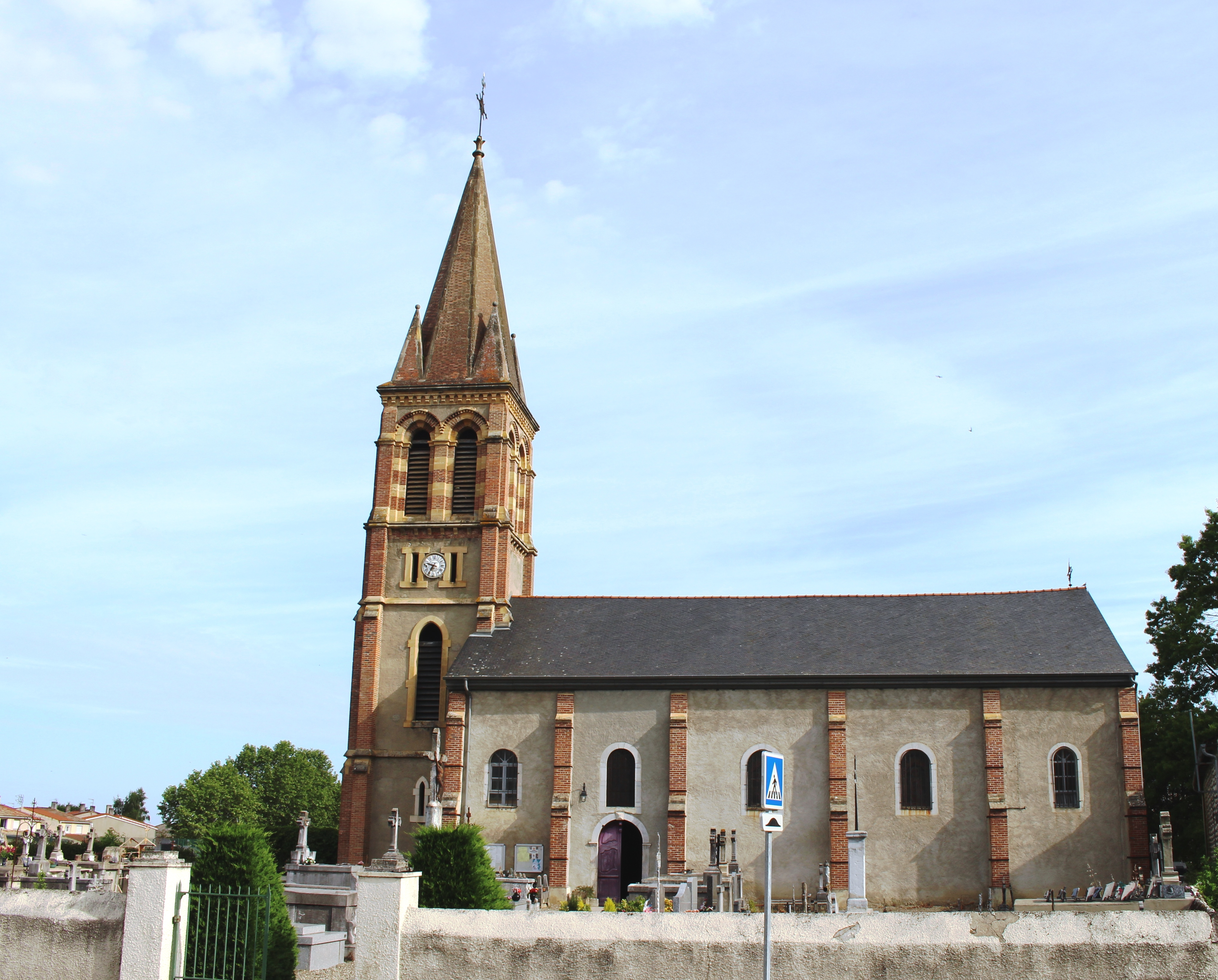
L'église Notre-Dame-de-l'Assomption en 2017.

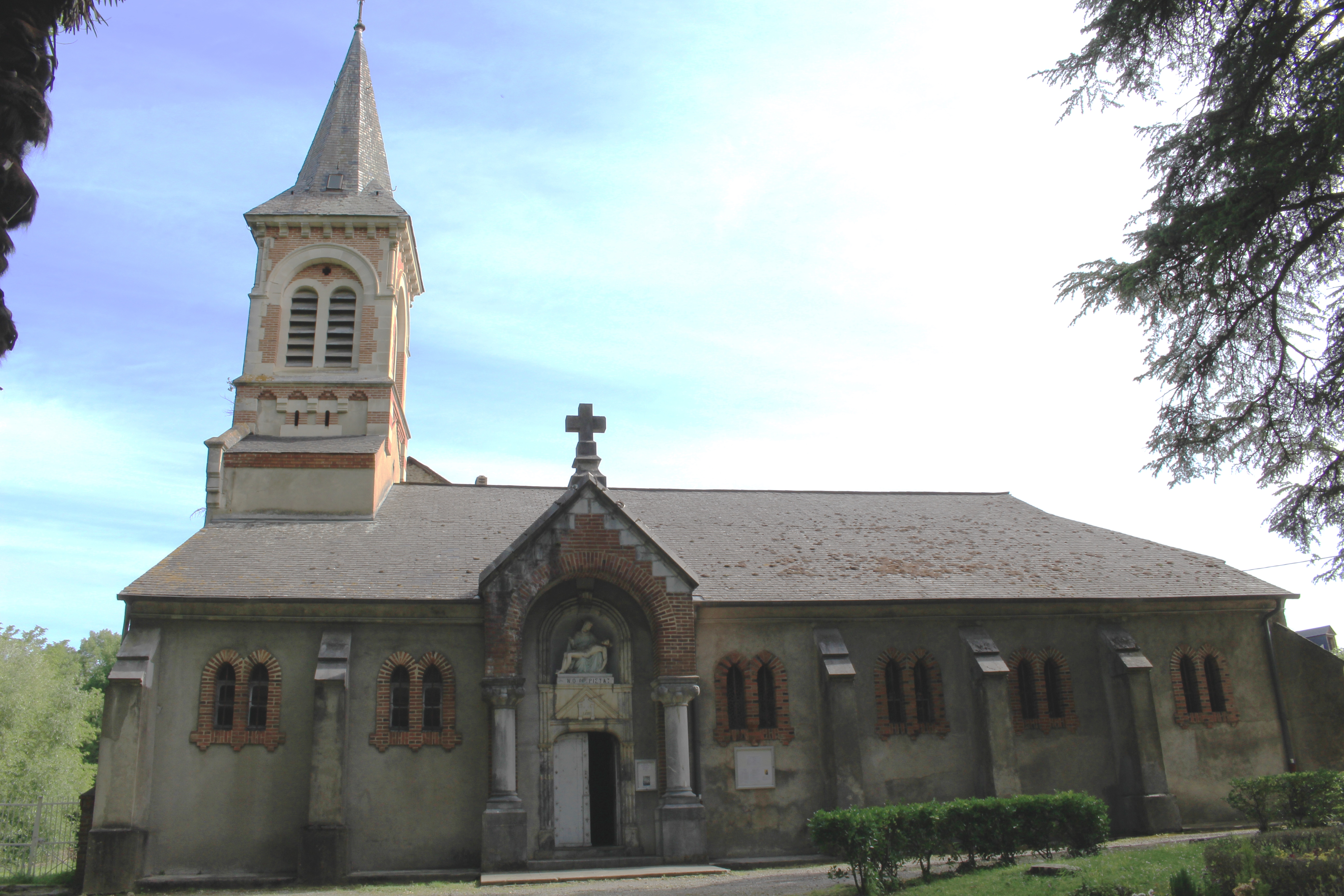
La chapelle Notre-Dame de Piétat.

### Lieux et monuments
- Église Notre-Dame-de-l'Assomption de Barbazan-Debat.
- Chapelle Notre-Dame de Piétat[36],[37],[38].
- Atelier et Maison d'Edmond Lay qui sont classés au monument historique depuis 2020[39].

### Personnalités liées à la commune
- Jean-Paul Escale, footballeur né à Barbazan-Debat.
- Edmond Lay, architecte dont son atelier et sa maison qui ont été labellisés « patrimoine du XXe siècle »  sont à Barbazan-Debat.

### Héraldique
| Blason | Blasonnement : Taillé : au 1er d’azur à la croisette d’argent, au 2e de gueules au chevreuil contourné bondissant d’argent, à la traverse d’or brochant sur la partition,. Commentaires : création Mireille Louis (1977), adopté le 4 décembre 1977. Il se compose de trois parties : - à gauche, en haut, la croix lésée évoque en partie les armes des seigneurs de Barbazan et rappelle le passé historique, - à droite en bas, le chevreuil bondissant évoque le présent, il parcourt nos bois et forêts mais également, il symbolise le bond démographique, l'expansion de la commune, le dynamisme de sa jeunesse. - au milieu, la bande transversale symbolise le canal Alaric et fait la liaison entre le passé et le présent." (Site de la commune). |

## Voir aussi

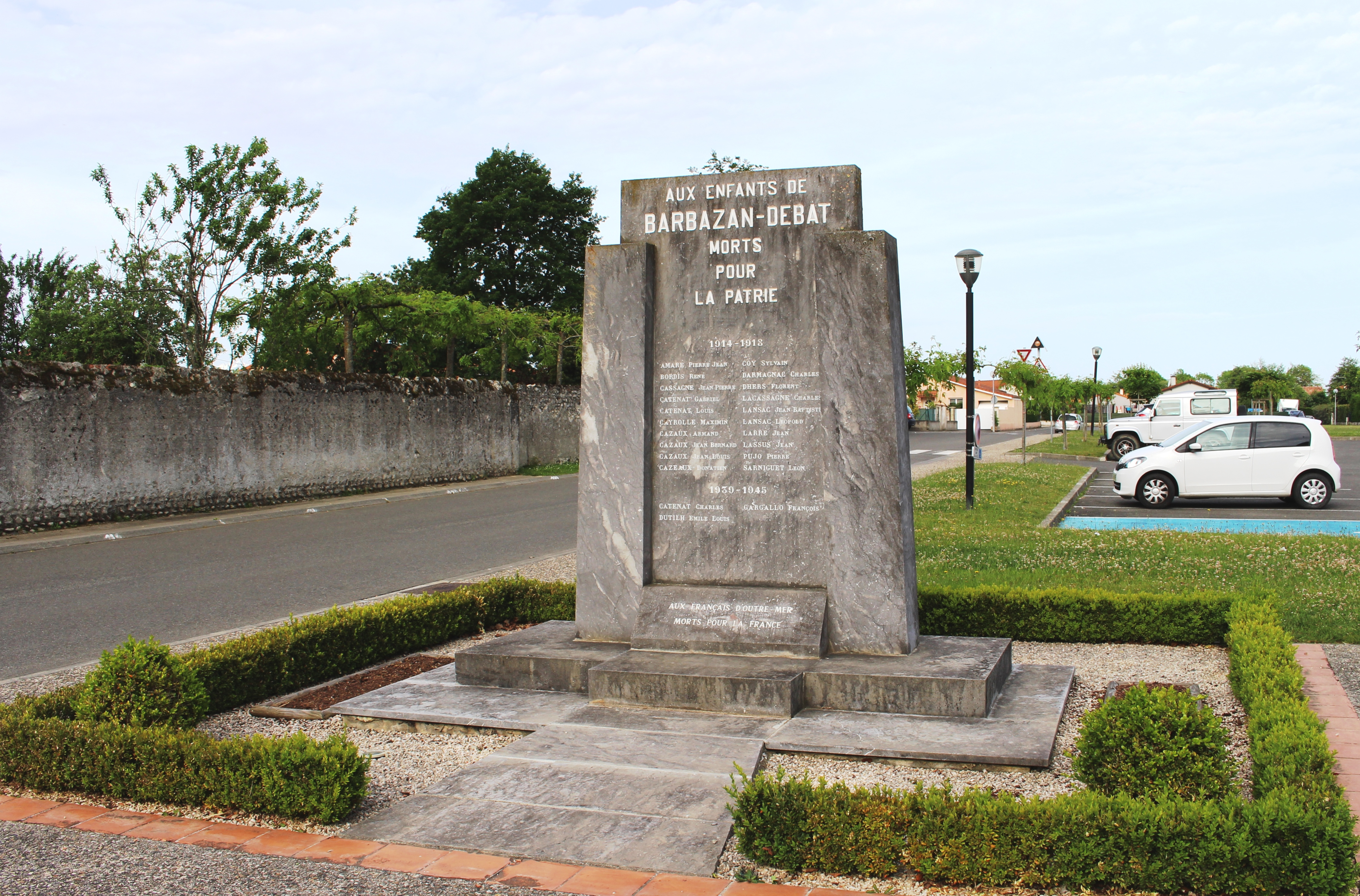
Le monument aux morts municipal.